# Campionat del Món de motociclisme de 2012
La temporada de 2012 del Campionat del món de motociclisme fou la 64a edició d'aquest campionat, organitzat per la FIM i Dorna Sports. Aquella fou la primera temporada en què es disputà la categoria Moto3, substituta de l'antiga de 125cc. Altres canvis destacats van ser l'augment de la cilindrada màxima permesa a MotoGP fins als 1.000 cc i l'admissió en aquesta categoria dels nous equips CRT ("Claiming Rule Teams").

## Resum de la temporada

### MotoGP

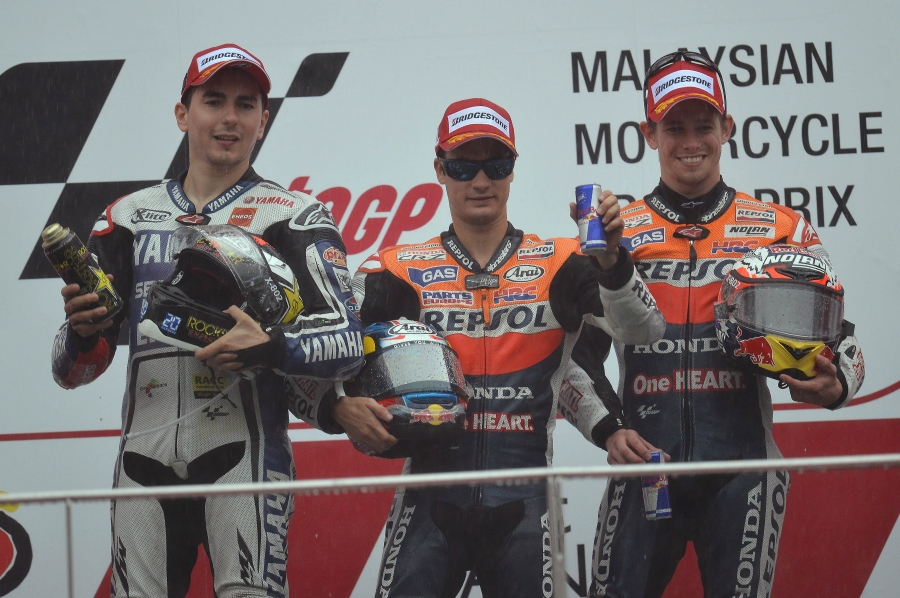
Jorge Lorenzo, Dani Pedrosa i Casey Stoner al podi del Gran Premi de Malàisia

A MotoGP, la lluita pel campionat va girar al voltant del pilot de Yamaha Jorge Lorenzo i la parella de pilots d'Honda Dani Pedrosa i Casey Stoner, el campió vigent. Lorenzo va guanyar quatre de les sis primeres curses i va obtenir un bon avantatge sobre Stoner, fins que al Dutch TT, Álvaro Bautista el va fer caure a la primera volta i Stoner va guanyar, de manera que va eixugar la diferència de punts. A la següent cursa, el Gran Premi d'Alemanya, Stoner va caure a l'última volta i va permetre a Pedrosa d'aconseguir la seva primera victòria de la temporada. Stoner va tenir problemes a les següents curses, tot i obtenir la victòria al Gran Premi dels Estats Units, i el seu objectiu de revalidar el campionat es va esvair en caure durant la tanda classificatòria d'Indianapolis. Després d'una operació de turmell, va tornar al campionat i va guanyar la seva última cursa a casa, el Gran Premi d'Austràlia, per sisena temporada consecutiva. Pedrosa va aconseguir una ratxa de cinc victòries en sis curses, interrompuda a Misano quan Héctor Barberá el va fer caure a la primera volta. Lorenzo va acabar segon darrere de Pedrosa cada vegada que aquest havia guanyat i va aprofitar l'accident del català per guanyar a Misano. Lorenzo finalment va guanyar el títol en acabar segon darrere de Stoner a Austràlia després que Pedrosa hagués caigut i perdés el lideratge en començar.
Durant els entrenaments del Gran Premi de França, Casey Stoner anuncià la seva intenció de retirar-se de les competicions un cop acabada la temporada.

### Moto2

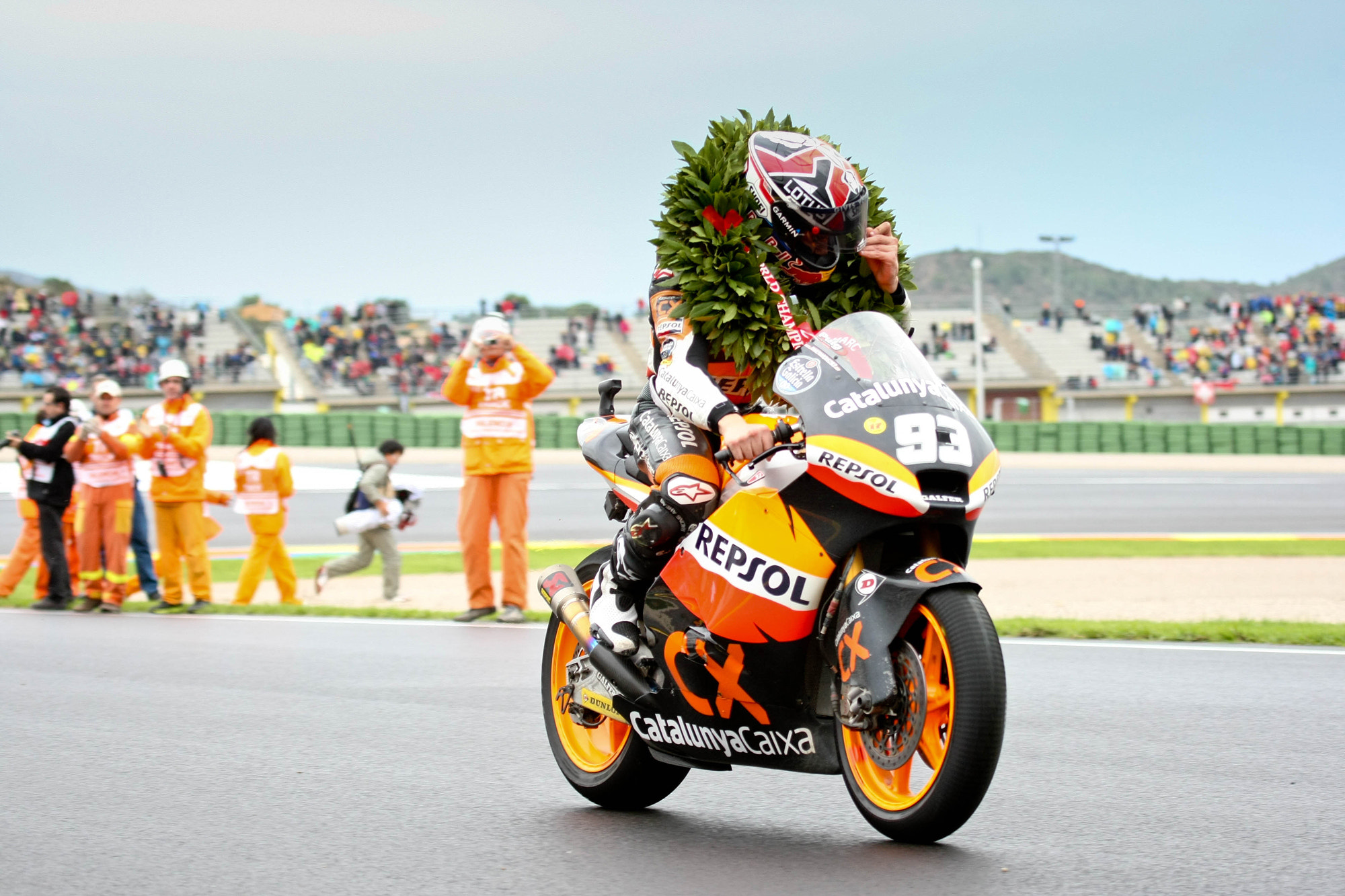
Marc Márquez celebrant la victòria i el títol a Xest

Marc Márquez guanyà finalment el títol de Moto2, després d'haver-lo perdut l'any anterior a causa de les lesions patides al Gran Premi de Malàisia. El català es proclamà campió en quedar tercer al Gran Premi d'Austràlia, després d'haver lluitat tota la temporada amb el també català Pol Espargaró, que va guanyar aquella cursa. Márquez, que passaria a la categoria reina de MotoGP la temporada següent,[3] va aconseguir la seva última victòria a Moto2 a la darrera cursa de la temporada, el Gran Premi de la Comunitat Valenciana, tot i sortir des de la trenta-tresena posició de la graella. Aquesta actuació, en què va avançar 20 rivals només a la primera volta, va significar la remuntada més gran de la història del motociclisme.
Només amb els resultats de Márquez, Suter va poder guanyar el títol de constructors de la categoria.

### Moto3

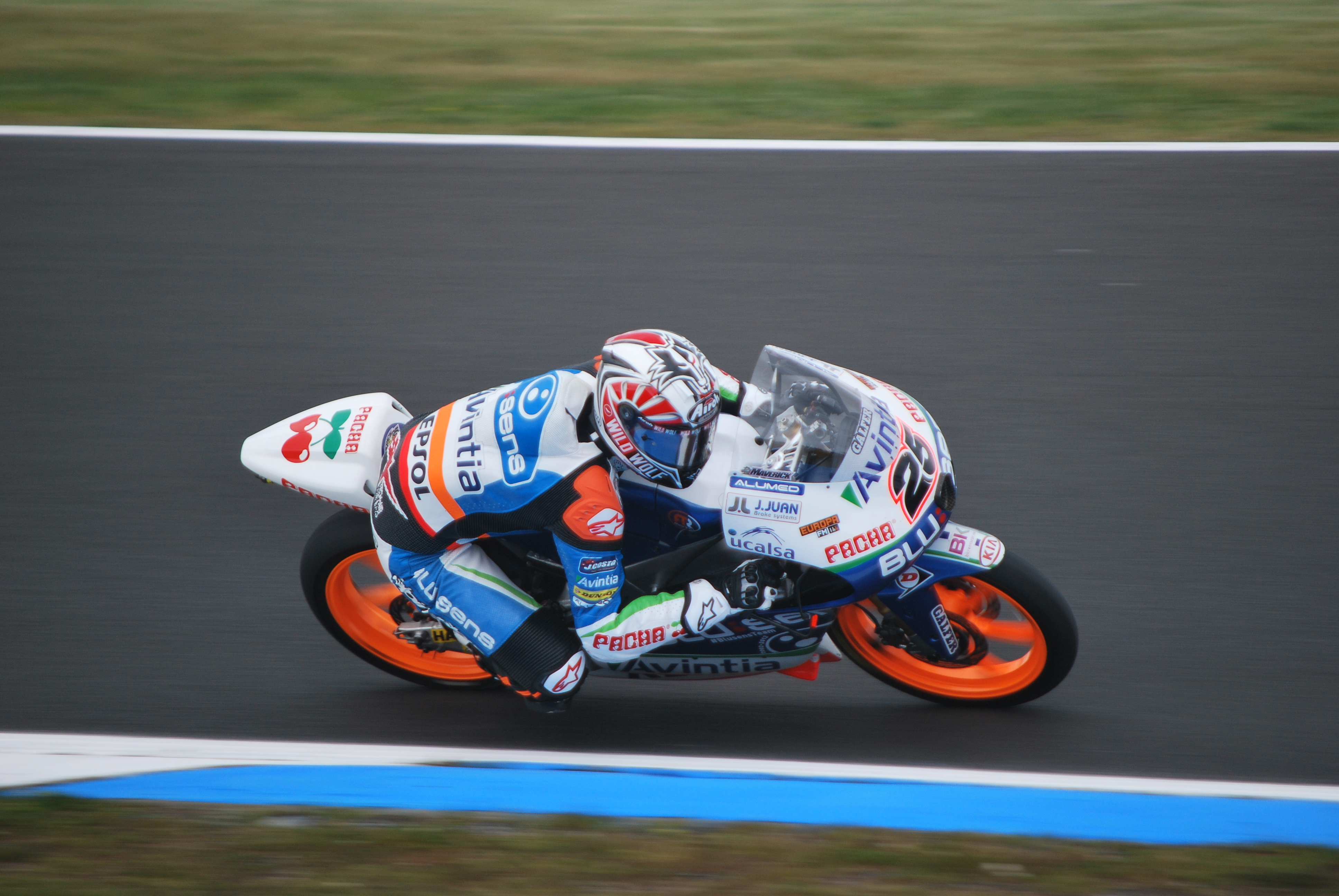
Maverick Viñales al GP d'Austràlia

Sandro Cortese guanyà el primer campionat del món de Moto3 de la història. L'alemany d'origen italià es va proclamar campió al Gran Premi de Malàisia. Darrere seu, a la classificació final, se situaren Lluís Salom, subcampió i Maverick Viñales, tercer. Durant els entrenaments del Gran Premi de Malàisia, Viñales anuncià que trencava unilateralment la seva relació amb l'equip Avintia Blusens i abandonava el mundial fins a la nova temporada, adduint manca de competitivitat de la seva moto. Tanmateix, el català va tornar al Gran Premi d'Austràlia i va córrer també a Xest.
Cortese va esdevenir el primer campió de la història del campionat a guanyar el títol de amb una KTM. La marca austríaca, a més, va guanyar el campionat de constructors.

## Novetats

### Canvis de classes
Aquell any entrà en vigor la nova classe de Moto3, destinada a motocicletes amb motor de quatre temps i un màxim de 250 cc, la qual substituí l'antiga dels 125cc que s'havia estrenat el 1949 com a una de les classes inicials del campionat. Per tant, des de la temporada del 2012, totes tres classes del campionat estan reservades a motos de quatre temps.

### Canvis de normativa
A la classe de MotoGP s'hi van introduir els motors de 1.000 cc (fins al 2011, el límit era de 800 cc), amb un màxim de 4 cilindres i un diàmetre màxim per cilindre de 81 mm.

### Claiming Rule Teams
La temporada 2012 s'introduïren també els Claiming Rule Teams (CRT, "Equips acollits a la regla de reclamació") per a permetre la participació d'equips independents amb pressupostos reduïts. Als CRT se'ls donaven dotze motors per pilot, sis més que als altres equips, i més combustible (24 litres en comptes de 21) però estaven subjectes a la compra (o "reclamació") dels seus motors per part d'equips de fàbrica al preu de 15.000 €, o 20.000 € amb la transmissió inclosa. L'ens regulador del campionat va rebre setze sol·licituds de nous equips interessats a competir en MotoGP aprofitant aquesta normativa.

### Noves incorporacions
L'onze de juny de 2011, la FIM anuncià que 6 equips de Moto2 – Interwetten Paddock, Forward Racing, Marc VDS, Kiefer Racing, Speed Master i BQR-Blusens (més tard rebatejat Avintia Racing) – havien estat admesos per a la temporada 2012; dos equips més – Paul Bird Motorsports i Ioda Racing – anunciaren que havien estat admesos, corrent sota la regla CRT. Tanmateix, Interwetten Paddock, Marc VDS i Kiefer Racing no constaven a la relació revisada publicada per la FIM el gener del 2012.

## Campions del món
Pilots
| Moto3          | Moto2        | MotoGP        |
| -------------- | ------------ | ------------- |
| Sandro Cortese | Marc Márquez | Jorge Lorenzo |

Constructors
| Moto3 | Moto2 | MotoGP |
| ----- | ----- | ------ |
| KTM   | Suter | Honda  |

Equips
| MotoGP            |
| ----------------- |
| Repsol Honda Team |

## Grans Premis

### Sistema de puntuació
Barem de puntuació de 1993 ençà:
| Posició | 1  | 2  | 3  | 4  | 5  | 6  | 7 | 8 | 9 | 10 | 11 | 12 | 13 | 14 | 15 |
| Punts   | 25 | 20 | 16 | 13 | 11 | 10 | 9 | 8 | 7 | 6  | 5  | 4  | 3  | 2  | 1  |

### Calendari
El calendari de la temporada 2012, de 18 curses, es va publicar el 14 de setembre del 2011. Tres mesos després fou publicat un altre calendari provisional, amb el Gran Premi de Qatar avançat una setmana.
| Cursa | Data           | Gran Premi                            | Circuit          |
| ----- | -------------- | ------------------------------------- | ---------------- |
| 1     | 8 d'abril      | Gran Premi de Qatar ‡                 | Losail           |
| 2     | 29 d'abril     | Gran Premi d'Espanya                  | Jerez            |
| 3     | 6 de maig      | Gran Premi de Portugal                | Estoril          |
| 4     | 20 de maig     | Gran Premi de França                  | Le Mans          |
| 5     | 3 de juny      | Gran Premi de Catalunya               | Catalunya        |
| 6     | 17 de juny     | Gran Premi de Gran Bretanya           | Silverstone      |
| 7     | 30 de juny     | Dutch TT ††                           | Assen            |
| 8     | 8 de juliol    | Gran Premi d'Alemanya                 | Sachsenring      |
| 9     | 15 de juliol   | Gran Premi d'Itàlia                   | Mugello          |
| 10    | 29 de juliol   | Gran Premi dels Estats Units †        | Laguna Seca      |
| 11    | 19 d'agost     | Gran Premi d'Indianapolis             | Indianapolis     |
| 12    | 26 d'agost     | Gran Premi de la República Txeca      | Brno             |
| 13    | 16 de setembre | Gran Premi de San Marino              | Misano           |
| 14    | 30 de setembre | Gran Premi d'Aragó                    | Motorland Aragón |
| 15    | 14 d'octubre   | Gran Premi del Japó                   | Motegi           |
| 16    | 21 d'octubre   | Gran Premi de Malàisia                | Sepang           |
| 17    | 28 d'octubre   | Gran Premi d'Austràlia                | Phillip Island   |
| 18    | 11 de novembre | Gran Premi de la Comunitat Valenciana | València         |

† = Només categoria MotoGP
†† = Cursa en dissabte
‡ = Cursa nocturna

### Guanyadors
| Cursa | Gran Premi                            | MotoGP        | Moto2           | Moto3            | Resultats |
| ----- | ------------------------------------- | ------------- | --------------- | ---------------- | --------- |
| 1     | Gran Premi de Qatar                   | Jorge Lorenzo | Marc Márquez    | Maverick Viñales | Resultats |
| 2     | Gran Premi d'Espanya                  | Casey Stoner  | Pol Espargaró   | Romano Fenati    | Resultats |
| 3     | Gran Premi de Portugal                | Casey Stoner  | Marc Márquez    | Sandro Cortese   | Resultats |
| 4     | Gran Premi de França                  | Jorge Lorenzo | Thomas Lüthi    | Louis Rossi      | Resultats |
| 5     | Gran Premi de Catalunya               | Jorge Lorenzo | Andrea Iannone  | Maverick Viñales | Resultats |
| 6     | Gran Premi de Gran Bretanya           | Jorge Lorenzo | Pol Espargaró   | Maverick Viñales | Resultats |
| 7     | Dutch TT                              | Casey Stoner  | Marc Márquez    | Maverick Viñales | Resultats |
| 8     | Gran Premi d'Alemanya                 | Dani Pedrosa  | Marc Márquez    | Sandro Cortese   | Resultats |
| 9     | Gran Premi d'Itàlia                   | Jorge Lorenzo | Andrea Iannone  | Maverick Viñales | Resultats |
| 10    | Gran Premi dels Estats Units          | Casey Stoner  | -               | -                | Resultats |
| 11    | Gran Premi d'Indianapolis             | Dani Pedrosa  | Marc Márquez    | Lluís Salom      | Resultats |
| 12    | Gran Premi de la República Txeca      | Dani Pedrosa  | Marc Márquez    | Jonas Folger     | Resultats |
| 13    | Gran Premi de San Marino              | Jorge Lorenzo | Marc Márquez    | Sandro Cortese   | Resultats |
| 14    | Gran Premi d'Aragó                    | Dani Pedrosa  | Pol Espargaró   | Lluís Salom      | Resultats |
| 15    | Gran Premi del Japó                   | Dani Pedrosa  | Marc Márquez    | Danny Kent       | Resultats |
| 16    | Gran Premi de Malàisia                | Dani Pedrosa  | Alex de Angelis | Sandro Cortese   | Resultats |
| 17    | Gran Premi d'Austràlia                | Casey Stoner  | Pol Espargaró   | Sandro Cortese   | Resultats |
| 18    | Gran Premi de la Comunitat Valenciana | Dani Pedrosa  | Marc Márquez    | Danny Kent       | Resultats |

## Galeria

Campions del món 2012
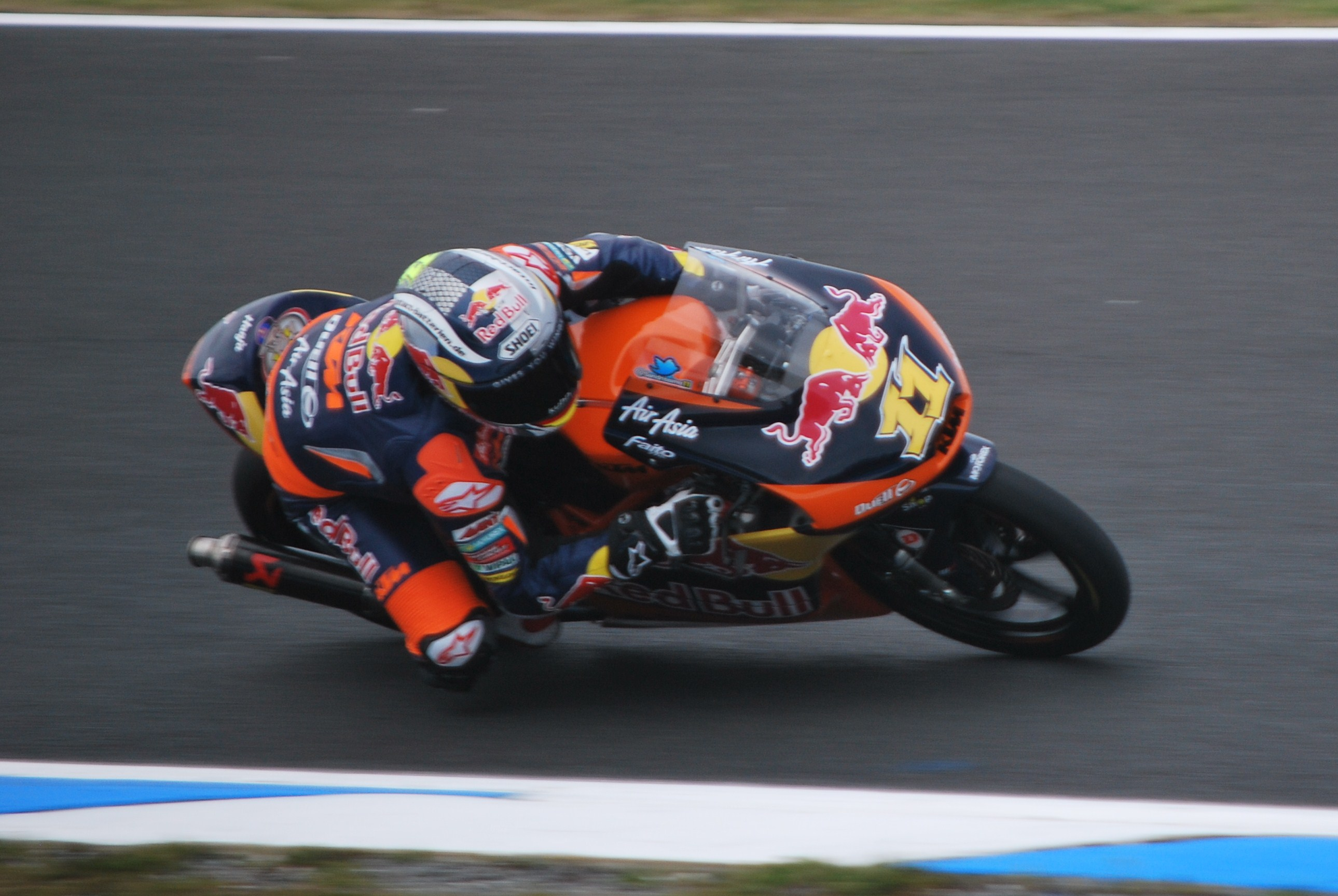
Sandro Cortese, Moto3
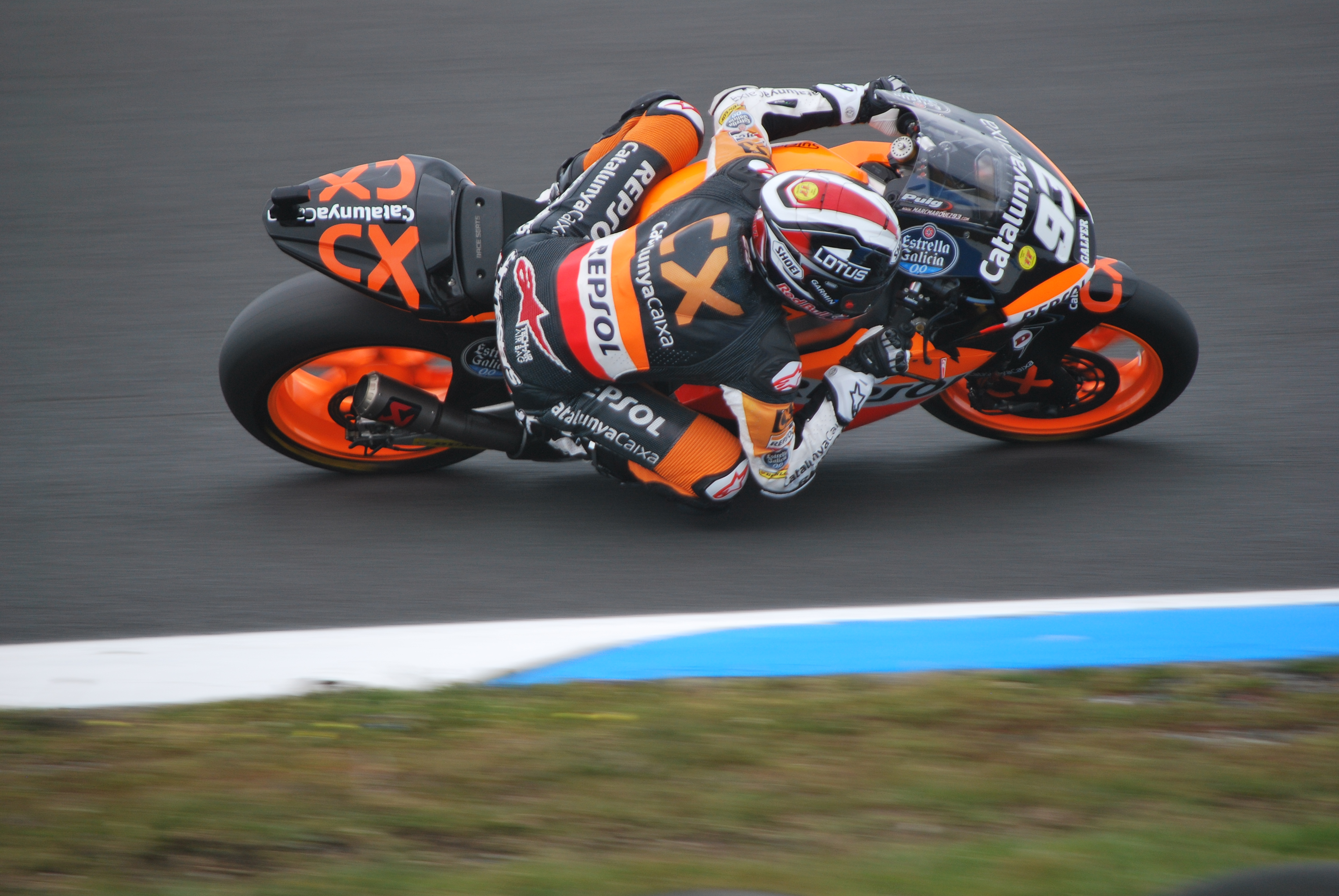
Marc Márquez, Moto2
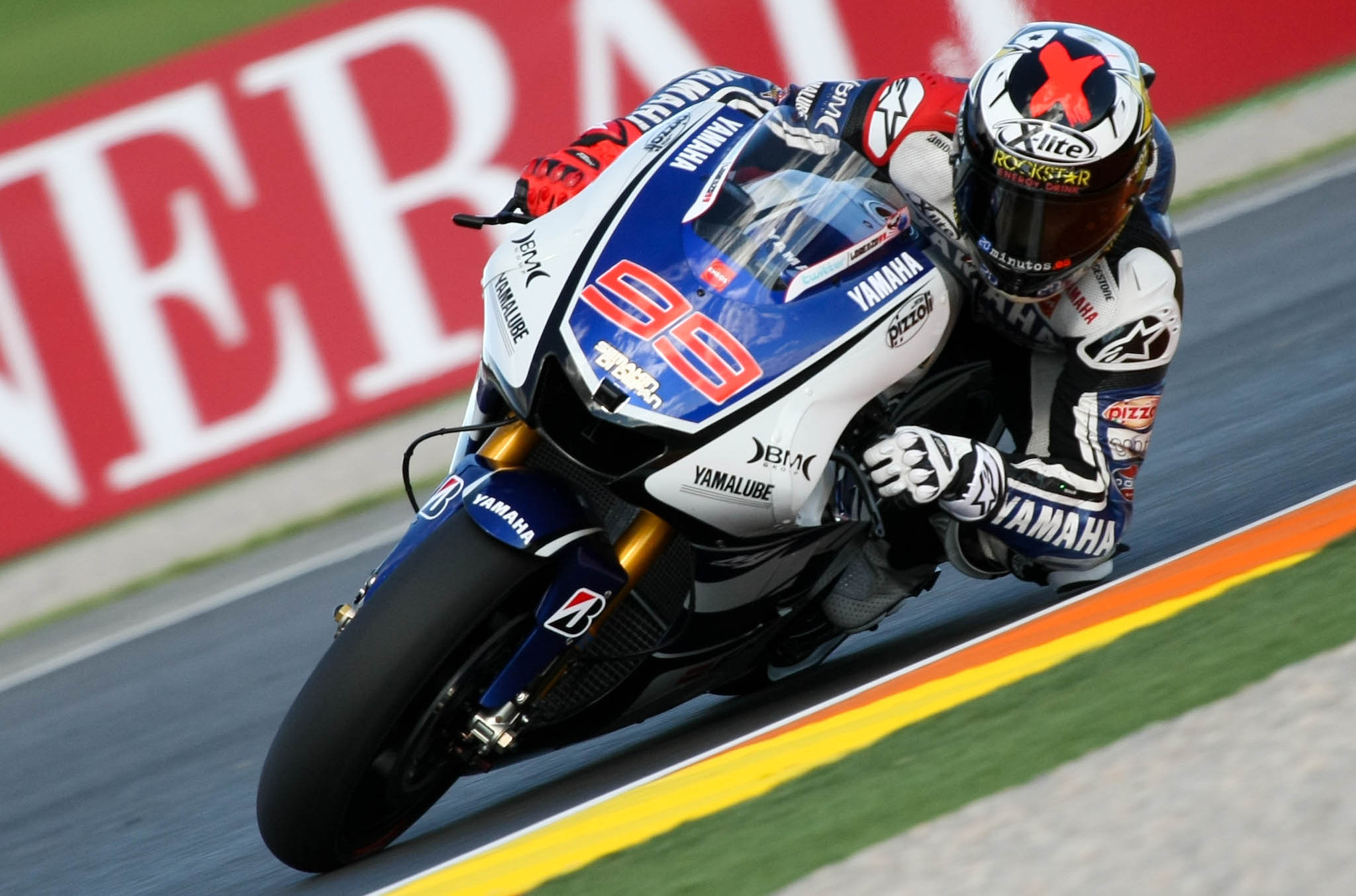
Jorge Lorenzo, MotoGP

## Debutants de l'any
Des del 2012, el premi al Debutant de l'Any s'atorga també en la categoria de Moto3, a més de les de Moto2 i MotoGP, en què s'atorgava des del 2011 i 2002, respectivament.
| Moto3     | Moto2        | MotoGP       |
| --------- | ------------ | ------------ |
| Àlex Rins | Johann Zarco | Stefan Bradl |

## Classificació dels pilots

### MotoGP
(Llegenda) (En negreta - Pole; En cursiva - Volta ràpida)
- Els pilots marcats en blau optaven al premi Debutant de l'any.

| Pos | Pilot              | Moto       |                       | Equip                     | QAT | ESP | POR | FRA | CAT | GBR | NED | GER | ITA | USA | INP · | CZE | SM  | ARA | JPN | MAL | AUS | VAL | Pts |
| --- | ------------------ | ---------- | --------------------- | ------------------------- | --- | --- | --- | --- | --- | --- | --- | --- | --- | --- | ----- | --- | --- | --- | --- | --- | --- | --- | --- |
| 1   | Jorge Lorenzo      | Yamaha     |                       | Yamaha Factory Racing     | 1   | 2   | 2   | 1   | 1   | 1   | Ret | 2   | 1   | 2   | 2     | 2   | 1   | 2   | 2   | 2   | 2   | Ret | 350 |
| 2   | Dani Pedrosa       | Honda      |                       | Repsol Honda Team         | 2   | 3   | 3   | 4   | 2   | 3   | 2   | 1   | 2   | 3   | 1     | 1   | Ret | 1   | 1   | 1   | Ret | 1   | 332 |
| 3   | Casey Stoner       | Honda      |                       | Repsol Honda Team         | 3   | 1   | 1   | 3   | 4   | 2   | 1   | Ret | 8   | 1   | 4     |     |     |     | 5   | 3   | 1   | 3   | 254 |
| 4   | Andrea Dovizioso   | Yamaha     |                       | Monster Yamaha Tech 3     | 5   | 5   | 4   | 7   | 3   | 19  | 3   | 3   | 3   | 4   | 3     | 4   | 4   | 3   | 4   | 13  | 4   | 6   | 218 |
| 5   | Álvaro Bautista    | Honda      |                       | San Carlo Honda Gresini   | 7   | 6   | 6   | 10  | 6   | 4   | Ret | 7   | 10  | 8   | 5     | 6   | 3   | 6   | 3   | 6   | 5   | 4   | 178 |
| 6   | Valentino Rossi    | Ducati     |                       | Ducati Team               | 10  | 9   | 7   | 2   | 7   | 9   | 13  | 6   | 5   | Ret | 7     | 7   | 2   | 8   | 7   | 5   | 7   | 10  | 163 |
| 7   | Cal Crutchlow      | Yamaha     |                       | Monster Yamaha Tech 3     | 4   | 4   | 5   | 8   | 5   | 6   | 5   | 8   | 6   | 5   | Ret   | 3   | Ret | 4   | Ret | Ret | 3   | Ret | 151 |
| 8   | Stefan Bradl       | Honda      |                       | LCR Honda MotoGP          | 8   | 7   | 9   | 5   | 8   | 8   | Ret | 5   | 4   | 7   | 6     | 5   | 6   | Ret | 6   | Ret | 6   | Ret | 135 |
| 9   | Nicky Hayden       | Ducati     |                       | Ducati Team               | 6   | 8   | 11  | 6   | 9   | 7   | 6   | 10  | 7   | 6   | DNS   |     | 7   | Ret | 8   | 4   | 8   | Ret | 122 |
| 10  | Ben Spies          | Yamaha     |                       | Yamaha Factory Racing     | 11  | 11  | 8   | 16  | 10  | 5   | 4   | 4   | 11  | Ret | Ret   | Ret | 5   | 5   | Ret | Ret |     |     | 88  |
| 11  | Héctor Barberá     | Ducati     |                       | Pramac Racing Team        | 9   | 10  | 10  | 9   | 11  | 10  | 7   | 9   | 9   |     | WD    |     | Ret | 12  | 10  | 7   | 12  | Ret | 83  |
| 12  | Aleix Espargaró    | ART        | CRT                   | Power Electronics Aspar   | 15  | 12  | 12  | 13  | 13  | 11  | Ret | 13  | 13  | 9   | 10    | 10  | Ret | 10  | 12  | 8   | 10  | 11  | 74  |
| 13  | Randy de Puniet    | ART        | CRT                   | Power Electronics Aspar   | 13  | Ret | 13  | Ret | 15  | 12  | 8   | 11  | 12  | 11  | Ret   | 8   | 9   | 11  | Ret | Ret | 11  | 12  | 62  |
| 14  | Karel Abraham      | Ducati     |                       | Cardion AB Motoracing     | Ret | 17  | Ret | Ret | 12  | WD  | DNS |     |     | 10  | 8     | 9   | Ret | 9   | 11  | 10  | 9   | 7   | 59  |
| 15  | Michele Pirro      | FTR        | CRT                   | San Carlo Honda Gresini   | NC  | Ret | 14  | 14  | 14  | 13  | 9   | Ret | DSQ | Ret | Ret   | 14  | 10  | 15  | 15  | 12  | 14  | 5   | 43  |
| 16  | James Ellison      | ART        | CRT                   | Paul Bird Motorsport      | 18  | Ret | Ret | 11  | 16  | 14  | 14  | 15  | 14  | Ret | 15    | 15  | 13  | 14  | 14  | 9   | Ret | 9   | 35  |
| 17  | Yonny Hernández    | BQR-FTR    | CRT                   | Avintia Blusens           | 14  |     |     |     |     |     |     |     |     |     |       |     |     |     |     |     |     |     | 28  |
| 17  | Yonny Hernández    | BQR        | CRT                   | Avintia Blusens           |     | Ret | Ret | 15  | 18  | 15  | Ret | 14  | Ret | 12  | 9     | 12  | 12  | 13  | Ret | DNS |     |     | 28  |
| 18  | Katsuyuki Nakasuga | Yamaha     |                       | Yamaha YSP Racing Team    |     |     |     |     |     |     |     |     |     |     |       |     |     |     | 9   |     |     |     | 27  |
| 18  | Katsuyuki Nakasuga | Yamaha     | Yamaha Factory Racing |                           |     |     |     |     |     |     |     |     |     |     |       |     |     |     |     |     | 2   |     | 27  |
| 19  | Danilo Petrucci    | Ioda       | CRT                   | Came IodaRacing Project   | Ret | 13  | 15  | Ret | 19  | 17  | 11  | 17  | Ret | Ret | Ret   | 17  |     |     |     |     |     |     | 27  |
| 19  | Danilo Petrucci    | Ioda-Suter | CRT                   | Came IodaRacing Project   |     |     |     |     |     |     |     |     |     |     |       |     | 14  | 17  | Ret | 11  | 13  | 8   | 27  |
| 20  | Colin Edwards      | Suter      | CRT                   | NGM Mobile Forward Racing | 12  | 16  | DNS |     | NC  | 16  | Ret | 12  | Ret | 13  | 13    | 13  | 11  | 18  | 13  | Ret | Ret | 14  | 27  |
| 21  | Jonathan Rea       | Honda      |                       | Repsol Honda Team         |     |     |     |     |     |     |     |     |     |     |       |     | 8   | 7   |     |     |     |     | 17  |
| 22  | Mattia Pasini      | ART        | CRT                   | Speed Master              | 17  | 14  | Ret | 12  | 17  | Ret | 10  | Ret | 15  | Ret | Ret   | 16  | Ret | 16  |     |     |     |     | 13  |
| 23  | Ivan Silva         | BQR-FTR    | CRT                   | Avintia Blusens           | 16  |     |     |     |     |     |     |     |     |     |       |     |     |     |     |     |     |     | 12  |
| 23  | Ivan Silva         | BQR        | CRT                   | Avintia Blusens           |     | 15  | Ret | 18  | 20  | 18  | 12  | 18  | 16  | 14  | 12    | Ret |     |     | Ret | Ret | 15  | Ret | 12  |
| 24  | Toni Elías         | Ducati     |                       | Pramac Racing Team        |     |     |     |     |     |     |     |     |     | Ret | 11    | 11  |     |     |     |     |     |     | 10  |
| 25  | Hiroshi Aoyama     | BQR        | CRT                   | Avintia Blusens           |     |     |     |     |     |     |     |     |     |     |       |     |     |     |     |     |     | 13  | 3   |
| 26  | Steve Rapp         | APR        | CRT                   | Attack Performance        |     |     |     |     |     |     |     |     |     | DNQ | 14    |     |     |     |     |     |     |     | 2   |
| 27  | David Salom        | BQR        | CRT                   | Avintia Blusens           |     |     |     |     |     |     |     |     |     |     |       |     | 15  | Ret |     |     |     |     | 1   |
|     | Roberto Rolfo      | ART        | CRT                   | Speed Master              |     |     |     |     |     |     |     |     |     |     |       |     |     |     | 16  | DSQ | Ret | Ret | 0   |
|     | Aaron Yates        | BCL        | CRT                   | GPTech                    |     |     |     |     |     |     |     |     |     |     | 16    |     |     |     |     |     |     |     | 0   |
|     | Franco Battaini    | Ducati     |                       | Cardion AB Motoracing     |     |     |     |     |     |     |     | 16  |     |     |       |     |     |     |     |     |     |     | 0   |
|     | Chris Vermeulen    | Suter      | CRT                   | NGM Mobile Forward Racing |     |     |     | 17  |     |     |     |     |     |     |       |     |     |     |     |     |     |     | 0   |
|     | Claudio Corti      | Inmotec    | CRT                   | Avintia Blusens           |     |     |     |     |     |     |     |     |     |     |       |     |     |     |     |     |     | Ret | 0   |
|     | Kris McLaren       | BQR        | CRT                   | Avintia Blusens           |     |     |     |     |     |     |     |     |     |     |       |     |     |     |     |     | DNQ |     | 0   |
| Pos | Pilot              | Moto       |                       | Equip                     | QAT | ESP | POR | FRA | CAT | GBR | NED | GER | ITA | USA | INP · | CZE | SM  | ARA | JPN | MAL | AUS | VAL | Pts |

### Moto2
- Els pilots marcats en blau optaven al premi Debutant de l'any.